# Antonio Krapovickas
Antonio Krapovickas (né le 8 octobre 1921 à Buenos Aires et mort le 17 août 2015 à Corrientes,,) est un agronome et botaniste argentin.

## Biographie
Krapovickas reçu un diplôme en 1948 en ingénierie agronomique de l'université de Buenos Aires et a commencé à enseigner en 1949 en tant que professeur de génétique et des systèmes  botaniques à l'université de Córdoba. Plus tard, il devint professeur d'anatomie des plantes à l'université nationale de Tucumán.
En 1964, il s'installe à Corrientes pour accepter un poste à l'Université nationale du Nord-Est (UNNE) et devenir président de son Département de botanique et d'écologie en 1977. Il a également fondé les jardins botaniques de l'université, à l'espagnol : Instituto de Botánica del Nordeste ou Ibone, avec son épouse, le Dr Carmen L. Cristóbal.
Les recherches de Krapovickas étaient principalement centrées sur la taxonomie de la famille des Malvaceae et sur la biologie des espèces du genre Arachis (Fabaceae). Ses publications dans ces domaines, comprennent plus de 110 articles, 8 chapitres de livre et une monographie sur Arachis - le genre de l'arachide qu'il coécrit avec Walton C. Grégoire - sont très influents et très largement cités.

## Prix et distinctions
- John Simon Guggenheim Fellow (1953[6])
- CONICET de la Recherche scientifique (1961-1994)
- Directeur de Ibone (1977-1991)
- Président de la Sociedad Argentina de Genética (1983-1985)
- Prix Konex récipiendaire science et technologie (1983[7])
- Centro Argentino de Ingenieros Agrónomos (CADIA), lauréat d'un prix en 1984
- Membre correspondant de la Société américaine de botanique (1989)
- Bunge y Born destinataire d'une bourse en agronomie (1990[5])
- Professeur émérite à UNNE (1990)

## Publications
(liste non exhaustive)
- Krapovickas et Walton C. Gregory, « Taxonomia del genero Arachis (Leguminosae) », Bonplandia, vol. 8,‎ 1994, p. 1–186